# Brabira emerita
Brabira emerita är en fjärilsart som beskrevs av Louis Beethoven Prout 1926. Brabira emerita ingår i släktet Brabira och familjen mätare. Inga underarter finns listade i Catalogue of Life.